# Taliniella
Taliniella es un género de arañas araneomorfas de la familia Micropholcommatidae. Se encuentra en Nueva Zelanda.

## Lista de especies
Según The World Spider Catalog 12.0:
- Taliniella nigra (Forster, 1959)
- Taliniella vinki Rix & Harvey, 2010